# Hockey su pista ai II World Skate Games
Le competizioni di hockey su pista ai II World Skate Games si sono svolte dal 29 giugno al 14 luglio 2019 a Barcellona, in Spagna

## Podi

### Uomini
| Evento          | Oro        | Argento   | Bronzo     |
| Torneo Senior   | Portogallo | Argentina | Spagna     |
| Torneo Under 20 | Spagna     | Argentina | Portogallo |

### Donne
| Evento        | Oro    | Argento   | Bronzo |
| Torneo Senior | Spagna | Argentina | Cile   |